# Minas Nuevas (Sonora)
Minas Nuevas es un pueblo del municipio de Álamos ubicado en el sureste del estado mexicano de Sonora, cercano a los límites con los estados de Chihuahua y Sinaloa, el pueblo es la quinta localidad más poblada del municipio ya que según datos del Censo de Población y Vivienda realizado en 2020 por el Instituto Nacional de Estadística y Geografía (INEGI) Minas Nuevas cuenta con un total de 432 habitantes.
Fue fundado en el año de 1683 después de descubrirse dos yacimientos importantes de plata en la región, estableciéndose este asentamiento y el de La Aduana para la explotación del metal.
Se encuentra asentado sobre de la carretera estatal 13 en el tramo Navojoa–Álamos, a 7.8 km al noroeste de la villa de Álamos, cabecera del municipio, y a 378 km al sureste de Hermosillo, la capital estatal.
Minas Nuevas es reconocido por ser una de las primeras poblaciones importantes del estado, debido a su gran actividad minera durante el siglo XVII, y por ser una de las tres primeras localidades en integrar la primera línea de comunicación telefónica de Sonora en 1881, junto a Álamos y Promontorios. Su importancia fue tanta que de 1877 a 1916 fue cabecera de su propio municipio.
En los primeros años del siglo XIV, las minas del lugar las trabajaba don Pedro Garcés y la heredera de don José María Moreno. A inicios de 1900, la mina Zambona que se encontraba aquí, era una de las más importantes del noroeste del país, acumulando 150 empleados, que trabajan en la fundición, extracción y lixiviación del mineral.

## Geografía
Minas Nuevas se ubica en el sureste del estado de Sonora, en la región centro del territorio del municipio de Álamos, sobre las coordenadas geográficas 27°03'43" de latitud norte y 109°00'26" de longitud oeste del meridiano de Greenwich, a una altura media de 484 metros sobre el nivel del mar, a su alrededor tiene elevaciones importantes como los cerros El Chiflido, Altamira, La Tijera, Santo Domingo, Las Esqueres y entre otros.

## Personas destacadas
- Librado Abitia, militar y político que participó en la Revolución Mexicana de 1810.